# Broodpap
Broodpap is een gerecht gemaakt van hoofdzakelijk melk en oud brood. Broodpap werd tot in de jaren 70 van de 20e eeuw in Nederland nog vaak gegeten. Met het toenemen van de welvaart werd oud brood steeds vaker weggegooid. Oud brood werd gekookt in melk en op smaak gemaakt met bruine basterdsuiker en kaneel of met stroop. Bij het opdienen werd een klontje boter op de pap gelegd. 
In Noord-Holland werd deze pap bolpap genoemd. Oud brood en oude koekjes heten in die provincie 'bol brood' en 'bolle koek'. De term bol verwijst waarschijnlijk naar het feit dat oude koeken door vocht dikker werden. 
Een ander recept voor de verwerking van oud brood is wentelteefjes. 